# Psammogobius biocellatus
Psammogobius biocellatus је зракоперка из реда Perciformes. 

## Угроженост
Ова врста је на нижем степену опасности од изумирања, и сматра се скоро угроженим таксоном.

## Распрострањење
Врста има станиште у Јужноафричкој Републици, Мозамбику и Танзанији.

## Станиште
Станишта врсте су речни екосистеми и слатководна подручја. 